# Танди Дорджи
Танди Дорджи (англ. Tandi Dorji; род. 2 сентября 1968 года) — бутанский политик, министр иностранных дел Бутана (с ноября 2018 года). Является членом Национальной ассамблеи Бутана.

## Образование
Танди Дорджи получил степень бакалавра медицины и хирургии в медицинском колледже при Даккском университете. Затем Дорджи получил степень магистра международного общественного здравоохранения в Сиднейском университете в Австралии.

## Карьера
До прихода в политику Дорджи работал педиатром, исследователем здравоохранения и техническим консультантом. На выборах 2018 года Дорджи избрался в Национальную ассамблею Бутана. 3 ноября премьер-министр Лотай Церинг объявил состав своего нового кабинета, назначив Танди Дорджи министром иностранных дел. 7 ноября 2018 года он принял присягу.